# Нели Маринова-Нешич
Нели Стефанова Маринова-Нешич е българска волейболистка.
Родена е на 27 май 1971 година в Добрич в семейството на волейболния треньор Стефан Маринов. Започва да тренира волейбол в местния клуб „Добруджа“. С националния отбор печели бронзов медал на европейското първенство през 2001 година, а с италианския клуб „Палаволо Сирио Перуджа“ печели шампионската лига през 2006 и 2008 година. Женена е за сръбския волейболен треньор Драган Нешич.